# Mirni (Kalíninskaya, Krasnodar)
Mirni (del ruso: Мирный) es un posiólok del raión de Kalíninskaya del krai de Krasnodar en el sur de Rusia. Está situado en el conjunto de marismas y limanes que forman la desembocadura del río Kirpili, 21 km al noroeste de Kalíninskaya y 76 km al noroeste de Krasnodar, la capital del krai. Tenía 245 habitantes en 2010.
Pertenece al municipio Kuibyshevskoye.